# Синди Крофорд
Синди Крофорд (енгл. Cindy Crawford), рођена као Синтија Ен Крофорд (енгл. Cynthia Ann Crawford; Декалб 20. фебруар 1966), амерички је супермодел и глумица.

## Каријера
Позната је по свом младежу који се налази на левој страни лица одмах изнад горње усне. Тај младеж је заправо њен заштитни знак, и ако је, како она каже, управо због њега имала много проблема као мала, јер су јој деца свашта добацивала. Први посао добила је као гласноговорница Пепсија, након чега креће њен пут ка успеху. Од 1989. до 1995. године била је водитељка емисије Кућа стила, на MTV-у. Године 1995. добија прву филмску улогу у филму „Фер игра“. Њено глумачко умеће критичари су оценили најгором оценом, али њој је ипак улога донела хонорар вредан милионе долара.
Синди је први модерни супермодел који се сликао обнажен за Плејбој. Налази се на 5. месту Плејбојеве листе 100 најсексипилнијих жена 20. века. Била је на насловним страницама преко 600 познатих модних листова, међу којима су Воуг, Ел и Пипл. Радила је рекламну кампању за Лореал, као и за Ревлон, учествовала у небројено модних ревија и кампања за Шанел, Кристијан Диор, Версаче, Гучи, Фенди, Прада, Макс Мара, Долче и Габана, Ђорђо Армани, Ђанфранко Фере, Лаура Бјађоти, Роко Бароко, Валентино, Роберто Кавали, Оскар де ла Рента, Баленсијага, Ескада, Мисони, Сефора, Макс Фактор, Живанши, Том Форд, Мајкл Корс, Бенетон, Зара, Лакост, Манго, Калвин Клајн, Геп, Бурбери, Ралф Лорен и многи други модни дизајнери. Од 1991. до 1995. године била је удата за глумца Ричарда Гира, а данас је у браку са Рендијем Гербером, власником клубова, са којим има сина и кћерку. Синди данас поседује своју продуцентску кућу Crawdaddy Inc.

## Филмографија

### Филмови
| Улоге Синди Крофорд |              |               |       |          |
| Година              | Српски назив | Изворни назив | Улога | Напомена |
| 1995.               |              |               |       |          |
| 1995.               |              |               |       |          |
| 1995.               |              |               |       |          |
| 1998.               |              |               |       |          |
| 1998.               |              |               |       |          |
| 2000.               |              |               |       |          |
| 2001.               |              |               |       |          |

### Видео
| Улоге Синди Крофорд |              |               |       |          |
| Година              | Српски назив | Изворни назив | Улога | Напомена |
| 1992.               |              |               |       |          |
| 1993.               |              |               |       |          |
| 2000.               |              |               |       |          |
| 2011.               |              |               |       |          |

### Телевизија
| Улоге Синди Крофорд |              |                      |       |          |
| Година              | Српски назив | Изворни назив        | Улога | Напомена |
| 1989-1995           |              | MTV's House of Style |       |          |
| 1996.               |              |                      |       |          |
| 1997.               |              |                      |       |          |
| 1998.               |              |                      |       |          |
| 1998.               |              |                      |       |          |
| 1998.               |              |                      |       |          |
| 1998.               |              |                      |       |          |
| 2002.               |              |                      |       |          |
| 2004.               |              |                      |       |          |
| 2007.               |              |                      |       |          |
| 2009.               |              |                      |       |          |